# Kvindelængsler
Kvindelængsler (originaltitel The Wanters) er en amerikansk stumfilm fra 1923 af John M. Stahl.

## Medvirkende
- Marie Prevost som Myra Hastings
- Robert Ellis som Elliot Worthington
- Norma Shearer som  Marjorie
- Gertrude Astor som Mrs. Van Pelt
- Huntley Gordon som Theodore Van Pelt
- Lincoln Stedman som Bobby
- Lillian Langdon som Mrs. Worthington
- Louise Fazenda som Mary